# 美東町
美東町（みとうちょう）は、かつて山口県の中央部、カルスト台地秋吉台の麓に位置した町。美祢郡に属した。

## 地理
山口県内陸部に位置し、夏暑く冬寒いという内陸部特有の気候である。
町は山間部に囲まれる様に位置しており、町内間の移動も峠を越える箇所が存在する。
また萩市へ向かう県道32号線雲雀峠は冬季に積雪や凍結などが多い。

## 歴史
奈良時代には長登（ながのぼり）銅山が奈良東大寺大仏鋳造のための銅を産出していたことがあり、寛永年間には町内の銭屋に寛永通宝の鋳銭所が開かれるなど、古くから銅の産地として栄えた。
江戸時代、萩に毛利氏の居城が築かれたことから、下関や小郡、宇部などと萩を結ぶ交通の要所となった。
幕末期には、長州藩内の俗論派と高杉晋作率いる奇兵隊が大田から絵堂にかけて大規模な戦闘を行った。この戦いで勝利を収めた高杉が萩まで進軍、俗論派を一掃し明治維新への大きな一歩を踏み出したのである。

### 沿革
- 1954年（昭和29年）10月1日 - 大田町・綾木村・真長田村・赤郷村が合併して美東町が発足。
- 2007年（平成19年）2月13日 - 美祢市・秋芳町との合併協定書に調印。
- 2008年（平成20年）3月21日 - 美祢市・秋芳町と合併し、改めて美祢市が発足。同日美東町廃止。

## 産業
町の基幹産業は農業であり、大田地区、赤郷地区などほとんどの地区に広大な田が広がる。赤郷地区はゴボウの産地としても知られる。
近年では工業誘致も行っている。

## 交通
この地は交通の要衝であり、萩市から宇部市、美祢市から山口市、長門市から旧小郡町を結ぶ道路がある。

### 鉄道
町内に鉄道路線はなく、JR山陽線新山口駅またはJR山口線山口駅からバス乗り換えとなる。
戦前には宇部から延びていた船木鉄道が大田まで延伸される計画があったが、実現されないまま路線が廃止となった。

### 道路

#### 有料道路
- 小郡萩道路（合併前は建設中だった）

#### 一般国道
- 国道435号
- 国道490号

#### 主要地方道
- 山口県道28号小郡三隅線
- 山口県道30号小野田美東線
- 山口県道31号美東秋芳西寺線
- 山口県道32号萩秋芳線

#### 一般県道
- 山口県道239号銭屋美祢線
- 山口県道240号湯ノ口美祢線
- 山口県道241号秋吉台絵堂線
- 山口県道242号秋吉台公園線
- 山口県道307号佐々並美東線
- 山口県道308号明木美東線
- 山口県道309号佐々並町絵美東線
- 山口県道333号奥秋吉台公園線

### 路線バス
町の中心部である大田にバスセンター（大田中央バス停）があり、大半のバスはここを経由する。
- JRバス中国
- 防長バス

### タクシー
- いさむや第一交通秋芳洞営業所

## 名所・旧跡・観光
- 長登銅山跡（国の史跡）
- 長州藩銭座跡
- 大田・絵堂の戦役跡
- 道の駅みとう
- 秋吉台
- 大正洞
- 景清洞
- 秋吉台サファリランド
- きららオーガニックライフ（旧美東いちごファーム）
- 湯ノ口温泉